# 小西村
小西村（こにしむら）は愛媛県野間郡のち越智郡にあった村である。1955年（昭和30年）に大井村との2村の合併により、大西町となり、自治体としては消滅した。大西町は平成の市町村合併で今治市となり、現在に至っている。

## 地理
現在の今治市の西部。高縄半島の北西で、北は瀬戸内海（斎灘）に面している。南は峠道で九和村に接している。
村名の由来
合併・発足前に山脇、西山、天神などの候補が出されたが、藩政期に大井月番所から村内に発する書状に「小西行き」と総称されたことから「小西」となった。
川
山之内川、天満川
山　

## 歴史

### 略史
藩政期
- 松山藩に属する。

明治以降
- 1873年（明治6年）　別府と星浦にて別府学校を創設。
- 1890年（明治23年）　日森尋常小学校を小西尋常小学校と改称。
- 1891年（明治24年）　柑橘栽培導入される。
- 明治中期　外国産に押され不振になった綿作に換わって羊・ブタの飼育が導入された。
- 1896年（明治29年）　大井村、亀岡村と共同で三和高等小学校開設。
- 1910年（明治43年）　ナシ導入される。
- 1910年（明治43年）　養蚕組合設立。
- 1911年（明治44年）　三和高等小学校閉校。
- 1923年（大正12年）　電灯灯る。
- 1942年（昭和17年）　果樹園を開墾。

### 沿革
- 1889年（明治22年） 12月15日 - 町村制施行により山之内、脇、星浦、別府の4か村が合併して、野間郡小西村発足。役場を大字脇におく。
- 1897年（明治30年）4月1日 - 野間郡が越智郡に統合される。以後、越智郡に所属。
- 1955年（昭和30年） 3月31日 – 大井村と合併、町制施行し大西町となり、自治体としての歴史を閉じる。

```
小西村の系譜
（町村制実施以前の村）　（明治期）　　　　　　（昭和の合併）　　　（平成の合併）
　　　　　　　　　　　　町村制施行時　　　　　　　
新町　　━━━┓　　　　　　　　　　
大井浜　━━━┫
宮脇　　━━━┫　
九王　　━━━╋━━━大井村━━━━━━━━┓　
九王　　━━━┫　　　　　　　　　　　　　　┃　昭和30年3月31日合併
紺原　　━━━┛　　　　　　　　　　　　　　┃　町制施行
山之内　━━━┓　　　　　　　　　　　　　　┣━大西町━━━━━━┓
脇　　　━━━┫　　　　　　　　　　　　　　┃　　　　　　　　　　┃
星浦　　━━━╋━━━小西村━━━━━━━━┛　　　　　　　　　　┃
別府　　━━━┛　　　　　　　　　　　　　　　　　　　　　　　　　┃平成17年1月16日　
　　　　　　　　　　　　　　　　　　　　　　　　　　　　　　　　　┃新設合併、新・今治市発足
　　　　　　　　　　　　　　　　　　　　　　　　　　　　今治市━━╋━━今治市
　　　　　　　　　　　　　　　　　　　　　　　　　　　　朝倉村━━┫
　　　　　　　　　　　　　　　　　　　　　　　　　　　　玉川町━━┫
　　　　　　　　　　　　　　　　　　　　　　　　　　　　波方町━━┫
　　　　　　　　　　　　　　　　　　　　　　　　　　　　菊間町━━┫
　　　　　　　　　　　　　　　　　　　　　　　　　　　　吉海村━━┫
　　　　　　　　　　　　　　　　　　　　　　　　　　　　宮窪町━━┫
　　　　　　　　　　　　　　　　　　　　　　　　　　　　伯方町━━┫
　　　　　　　　　　　　　　　　　　　　　　　　　　　　上浦町━━┫
　　　　　　　　　　　　　　　　　　　　　　　　　　　　大三島町━┫
　　　　　　　　　　　　　　　　　　　　　　　　　　　　関前村━━┛
　　　　　　　　　　　　　　　　　　　　　　　　　　　　　　　　　　

（注記）今治市以下の市町村の合併以前の系譜はそれぞれの市・町・村の記事を参照のこと。

```

## 地域
合併前の旧4村の名をそのまま大字として継承した。合併し大西町になっても継承された。
山之内（やまのうち）、脇（わき）、星浦（ほしのうら）、別府（べふ）
なお、現在、今治市になってからの地名表記は「大西町」に旧の大字を続ける。大字は省く。
例　今治市大西町山之内